# Igor' Aleksandrovič Moiseev
Igor' Aleksandrovič Moiseev, in russo Игорь Александрович Моисеев?, pron. Ìgor Aleksàndrovic Moiséjev (Kiev, 21 gennaio 1906 – Mosca, 2 novembre 2007), è stato un coreografo e ballerino sovietico, riconosciuto come il più grande coreografo di danza popolare del XX secolo.

## Biografia
Moiseev si è diplomato nella scuola di ballo del Teatro Bol'šoj nel 1924, ed è stato ballerino fino al 1939. La sua prima coreografia nel Teatro Bol'šoj è stata "Futbolist" (Футболист), del 1930, l'ultima "Spartak" (Спартак), del 1954; si ricordano anche "Salambò" (Саламбо), del 1932, e "Tri tolstjaka" (Три толстяка), del 1935.
Dai primi anni del 1930, ha preparato le parate acrobatiche della Piazza Rossa, per poi elaborare l'idea di creare un Teatro di Arte Popolare. Nel 1936, Vjačeslav Molotov lo mise in carica della nuova compagnia di danza, l'"Ensemble di Danza Popolare", da allora nota come il Moiseev Ballet. 
Furono oltre 200 le coreografie create per la sua Compagnia, tra cui alcune che rappresentavano con humor il calcio e la guerriglia. Dopo esser stato in Bielorussia, creò le coreografie la danza "folk" Bulba ("Patata"), che negli anni divenne davvero una danza folkloristica Bielorussa.
Per l'Ensemble di Danza Popolare si ricordano le produzioni: "Kartininki Proshlovo" (Картинки прошлого) del 1937, "Kolkoznaja Uliza" (Колхозная улица) del 1938, "Zhok" (Жок) del 1949, il ciclo di danze popolari di altre nazioni "Po stranam mira" (По странам мира) degli anni dal 1960 al 1989, "Noč na Lisoj gore" (Ночь на Лысой горе) del 1984.
Secondo l'Enciclopedia Britannica, l'opera di Moiseev è stato ammirata in particolare "for the balance that it maintained between authentic folk dance and theatrical effectiveness" ("per l'equilibrio mantenuto tra l'autentica danza popolare e l'efficacia teatrale").
Moiseev è stato nominato Artista del Popolo dell'Unione Sovietica nel 1953, Eroe del Lavoro Socialista nel 1976, ha ricevuto il Premio Lenin (1967, per lo spettacolo "La strada per la Danza"), quattro Premi di Stato dell'Unione Sovietica (1942, 1947, 1952, 1985), il Premio di Stato della Federazione Russa (1996), è stato premiato con numerosi premi e riconoscimenti dell'Unione Sovietica, della Spagna e di molte altre nazioni. 
Nel giorno del compimento del suo centesimo anno, Moiseev divenne il primo russo a ricevere l'Ordine per il Merito della Patria di prima classe, la più alta onorificenza civile della Federazione Russa.